# Geometra rana
Geometra rana là một loài bướm đêm trong họ Geometridae.